# 昆陽神社
昆陽神社 (こんようじんじゃ)は、千葉市花見川区幕張町にある神社。

## 概略
甘藷先生こと青木昆陽が幕張の地に作った甘藷（サツマイモ）の試作地によって、天明の大飢饉にあってもこの地が救われたことを顕彰する目的で建てられた神社である。青木昆陽は江戸時代中期、8代将軍徳川吉宗の信任厚い南町奉行大岡忠相に飢饉対策として甘藷の栽培を進言し、武蔵国小石川、下総国幕張村、上総国不堂村の3ヶ所の甘藷の試作地を設けた。この試みは大成功し、全国に甘藷の栽培が広がり、飢饉対策に大いに貢献した。昆陽神社は火の神の秋葉神社の地に隣接し、青木昆陽は、「芋神様」として今も土地の人々から信仰を集めている。
現在の昆陽神社は、京成幕張駅脇にあった、開かずの踏切の閉鎖工事に伴い、2004年に建て直されたものである。

## 境内
- 鳥居
- 本殿

## 交通
- JR総武線幕張駅下車 徒歩10分
- 京成電鉄千葉線京成幕張駅下車 徒歩3分